# 제천역 구내 열차 추돌 사고
제천역 구내 열차 추돌 사고(提川驛區內列車追突事故)는 2005년 1월 30일 오후 6시 10분쯤 증산역을 출발해 서울역으로 가던 무궁화호 열차가 제천역에서 기관차를 교체하던 중 7476호 디젤 기관차가 대기중이던 무궁화호 객차를 들이받아 이용고객 70여명이 부상을 당하고 700여명이 대피한 사고이다.

## 개요
사고 열차는 태백산 눈꽃관광을 마친 이용고객들을 태우고 돌아오던 중이였으며 무궁화호 객차 10량과 발전차 1량, 총 11량으로 구성되어 있었다. 증산역을 출발한 열차는 제천역까지 전기 기관차가 견인하고 태백선에서 중앙선으로 선로를 바꾸기 위해 제천역에서 전기 기관차를 해방하고 디젤 기관차로 바꾸던 중 교체기로 투입된 7476호 디젤 기관차가 속도를 줄이지 못하고 대기중이던 무궁화호 객차와 충돌하였다.

## 사고 원인
이날 사고의 원인은 교체기로 투입된 7476호 디젤 기관차의 제어 스위치가 작동하지 않아 발생한 것으로 밝혀졌다.

## 사고 여파
이날 사고의 책임을 물어 제천기관차승무사업소장이 직위 해제되었다.